# Квјета Пешке
Квјета Пешке (пуно име Квјетослава Пешкеова, чеш. Květoslava Květa Peschke), девојачко Хрдличкова (чеш. Hrdličková) је чешка тенисерка.
Године 2011. је заједно са Катарином Среботник победила на турниру у Вимблдону и освојила прву Гренд слем титулу. Након те победе њих две су постале најбоље рангирани пар у женској конкуренцији.

## Каријера

### 1990-е
Свој деби неком ИТФ турниру Квјета Пешке је имала у 1991. у Карловим Варима. У октобру 1992. освојила је свој први турнир у ИТФ конкуренцији, турнир у Лису у Швајцарској. Исте године победила је и у конкуренцији парова на турниру у Ла Спечи у Италији. Наредне године пласирала се по први у главни део жреба неког ВТА турнира, на турнирима у Таранту и у Будимпешти. У ИТФ конкуренцији победила је на турниру у Витковицама.. У конкуренцији парова победила је на турнирима у Сопоту, Клагенфурту и Витковицама. Током 1994. није успела да оствари значајнији резултат. У 1995. победила је у игри парова на турнирима у Дармштату и Карловим Варима. Године 1996. победила је на два ИТФ турнира у појединачној конкуренцији, у Витковицама и Прерову.
Током 1997. играла је само на ИТФ турнирима да би наредне 1998. године освојила свој први ВТА турнир у појединачној конкуренцији у Макарској, победивши у финалу Кинескињу Ли Фанг. Након ове победе ушла је међу првих сто играчица на ВТА листи. Исте године пласирала се у друго коло Ролан Гароса и Ју-Ес опена и у главни жреб турнира у Вимблдону. Освојила је прву титулу у дублу у ВТА конкуренцији на турниру у Сопоту, такође је победила и на два ИТФ турнира у појединачној конкуренцији (Кардиф и Рогашка Слатина) и једном у игри парова Бад Гогингу у Немачкој.